# Сильфонный компенсатор
Сильфонный компенсатор — устройство, состоящее из сильфона (сильфонов) и арматуры, способное поглощать или уравновешивать относительные движения определённой величины и частоты, возникающие в герметично соединяемых конструкциях, и проводить в этих условиях пар, жидкости и газы.

## Типы сильфонных компенсаторов
Компенсаторы для тепловых сетей в зависимости от конструктивного исполнения, определяющего вид перемещения и функциональное назначение, подразделяют на следующие типы:
- осевой сильфонный компенсатор;
- поворотный сильфонный компенсатор;
- стартовый сильфонный компенсатор.
- Осевые сильфонные компенсаторы

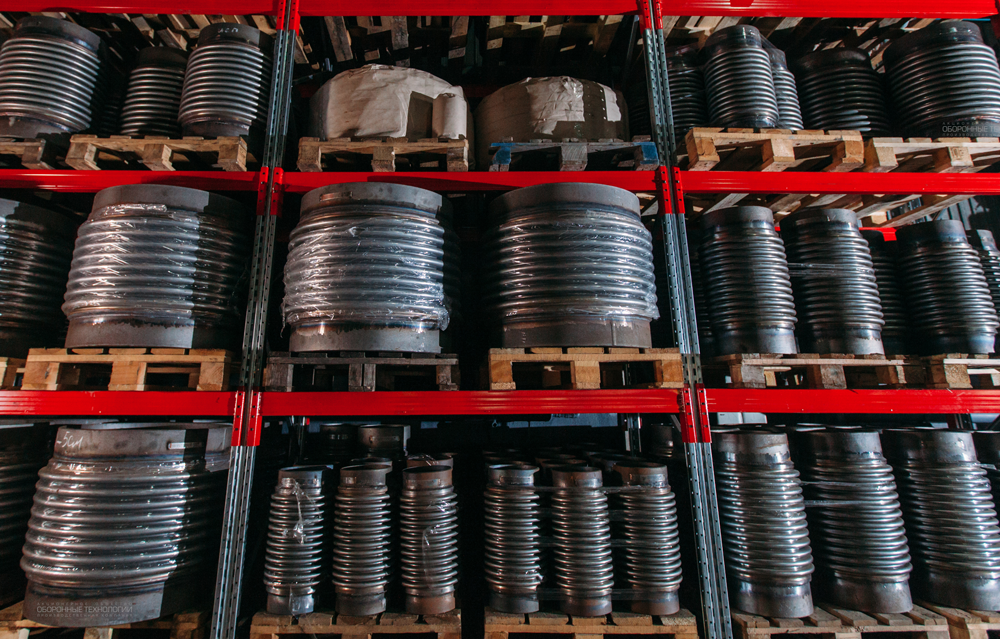
Осевые сильфонные компенсаторы

Компенсаторы и устройства в зависимости от конструктивного исполнения, определяемого количеством сильфонов в изделии, подразделяют на следующие типы:
- односильфонный компенсатор;
- двухсильфонный компенсатор;
- односильфонное компенсационное устройство;
- двухсильфонное компенсационное устройство.

Устройства в зависимости от конструктивного исполнения, определяемого типом изоляции трубопровода, подразделяют на следующие типы:
- без теплогидроизоляции;
- предварительно теплогидроизолированные.[2]

Сильфонные компенсаторы имеют довольно большой диапазон применения. Ключевыми областями использования считаются сосуды под давлением, трубопроводы, а также системы транспортирования и перекачки разных жидкостей и газов.
В частности, благодаря собственной гибкой структуре и особой конструкции, сильфонные компенсаторы могут удовлетворять все требования, предъявляемые для трубопроводов высокого давления и различного диаметра. Любой тип сильфонного компенсатора обладает различными преимуществами в соответствии с областью его применения и конструкцией. Сильфонные компенсаторы, которые подобраны и установлены правильно, гарантируют надёжное соединение.
Осевые, сдвиговые либо угловые сильфонные компенсаторы применяются для предотвращения проблем, связанных с расширением и вибрацией. Но, в некоторых случаях, когда рабочее давление превышает допустимые значения, или если типовые конструкции компенсаторов не удовлетворяют требованиям, предлагается применять сбалансированные или универсальные сильфонные компенсаторы.
Сбалансированные по давлению и универсальные сильфонные компенсаторы нужно применять в случаях, когда нужно компенсировать очень большие сдвиговые расширения без использования необходимого количества направляющих.
Важная функция сильфонных компенсаторов, кроме компенсации температурных расширений, содержится в решении проблем, связанных с вибрацией. Сильфонные компенсаторы чрезвычайно эффективны, в особенности при компенсации вибрации высокой частоты и малой амплитуды. В случае мощных колебаний системы, таковых например, как поршневой двигатель, компенсаторы не способны подавить вибрацию. Другими словами, можно сказать, что амплитуда колебаний системы не должна превосходить 10% от суммарных перемещений компенсатора.

## Этапы производственного процесса. Особенности изготовления сильфонного компенсатора
Этапы производственного процесса:
- Входной контроль
- Заготовка листов под обечайки
- Вальцовка обечаек
- Составление обечаек в пакеты

Для изготовления сильфонов применяются лента из тонколистовой рулонной стали марки АISI 321 (аналог 08Х18Н10Т) толщиной 0,3 и 0,5 мм.
Каждая партия ленты испытывается на стойкость против межкристаллитной коррозии. Согласно ГОСТ 32935-2014, материал сильфонов должен обеспечивать стойкость при эксплуатации с содержанием хлор-ионов до 250 мг/л при температуре до 150°С.
- Автоматическая сварка обечаек
- Контроль сварных швов
- Установка на формовку
- Задание параметров сильфона
- Формование сильфона
- Раскатка сильфона
- Транспортировка по цеху
- Раздача бортиков сильфона

Листы свариваются в обечайки автоматической аргонодуговой сваркой на специализированном сварочном оборудовании. После сварки сварные швы обечаек подвергаются люминесцентному или радиографическому контролю. Для тепловых сетей изготавливаются только многослойные сильфоны.
В пакете обечаек, составляющих сильфон, свариваются все обечайки.
Сильфоны изготавливаются методом механического формования в специальной оснастке с использованием автоматизированных формовочных стендов.
- Сварка пакета обечаек
- Заготовка патрубков
- Роботизированная сварка
- Прочностные испытания
- Испытания на циклическую наработку
- Испытания на вакуум
- Измерительный контроль
- Неразрушающие методы контроля
- Приемка на соответствие требованиям заказчика

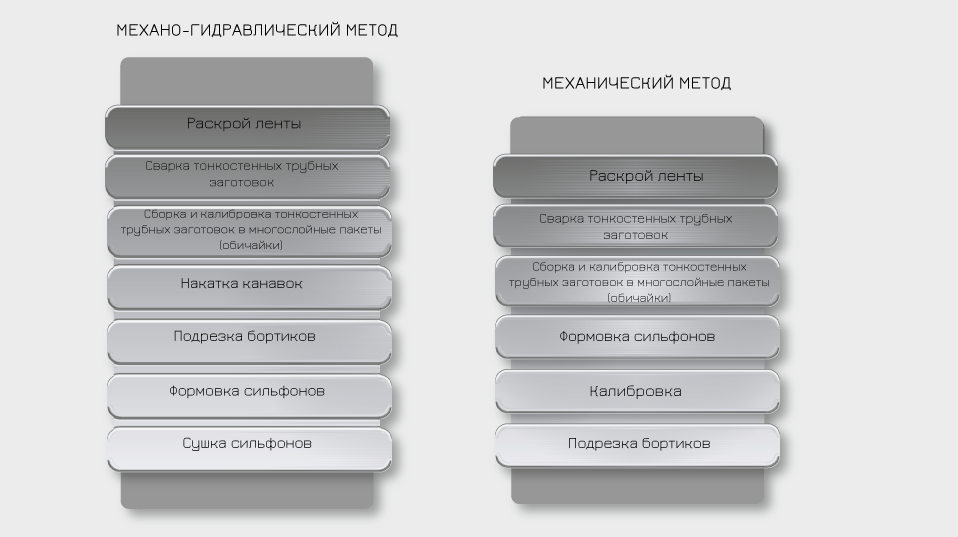
Технологии изготовления сильфонных компенсаторов

Перед сваркой бортики многослойного сильфона уплотняются на специальной гидравлической установке с использованием торцевых колец.
1. Сварка сильфона с кольцами осуществляется ручной аргонодуговой сваркой неплавящимся электродом. Данный процесс обеспечивает герметичность межслойного пространства.
2. Сварка сильфона с концевой арматурой (патрубками) осуществляется в зависимости от диаметра ручной или роботизированной аргонодуговой сваркой неплавящимся электродом. 100%  изготавливаемых  сильфонных  компенсаторов  проходят  приемо-сдаточные    испытания    на   прочность   и   герметичность  на специальном стенде, с выдержкой гидравлическим давлением не менее Рисп. = 1,25 PN в течение 15 мин.

Контрольный прогрев 100% компенсаторов при 275° С°.

## Методы контроля сильфонных компенсаторов
Проверку внешнего вида, маркировки и основных размеров изделия осуществляют при визуальном и инструментально-измерительном контроле.
При визуальном контроле компенсаторов и устройств должны проверяться:
- маркировка;
- наличие противокоррозионного покрытия на сильфоне и патрубках;
- отсутствие на корпусе и торцах вмятин, задиров, механических повреждений;
- отсутствие на сильфоне вмятин, забоин, брызг расплавленного металла;
- отсутствие расслоений любого размера на торцах патрубков.

При измерительном контроле проверяется:
- диаметр проходного сечения;
- строительная длина компенсаторов и устройств;
- разделка кромок под приварку (внутренний диаметр и толщина стенок);
- неперпендикулярность торца реза к осевой линии патрубка.

Контроль размеров проводят с помощью универсального или специального измерительного инструмента.
При испытаниях компенсаторы и устройства предохраняются от растяжения. Допускается испытаниям на прочность подвергать изделия, как в собранном виде, так и отдельные узлы, с соблюдением требований безопасности. Гидравлические испытания проводятся до нанесения защитного антикоррозионного покрытия. (Грунтовку, наносимую для исключения образования ржавчины не считать защитным окрасочным покрытием). На территории Российской Федерации действует ГОСТ Р 15.201-2000 [1]. 10 ГОСТ 32935-2014 Образцы считаются выдержавшими испытания, если под нагрузкой пробного давления Рпр в течение 5 мин не наблюдалось падения давления, а после снижения нагрузки от значения пробного давления до PN не наблюдалась потеря осевой устойчивости.
Испытания компенсаторов и устройств на герметичность проводятся водой по ГОСТ 2874 .
Метод контроля — гидростатический, компрессионным способом по ГОСТ 24054. Допускается проводить испытания компенсаторов и устройств на герметичность масс- спектрометрическим или пузырьковым методами: воздухом по ГОСТ 17433, азотом по ГОСТ 9293 или гелиевыми течеискателями по усмотрению предприятия — изготовителя.
Метод (способ) контроля герметичности устанавливается КД на изделие с учетом положений отраслевых НД. Пороговая чувствительность систем контроля должна находиться в диапазоне от 6,7-10 7 до 6,7-10'6 м3-Па/с (от 5-103 до 5-10"2, л-мкм рт.ст./с). При испытаниях компенсаторы и устройства должны быть предохранены от растяжения. Падение давления и протечки контрольного газа или жидкости не допускаются. Образец считают выдержавшим испытания на герметичность, если не было отмечено падения давления внутри образца, а проникновение испытательной среды (контрольной жидкости или газа) через стенки конструкции образца (в том числе соединения его элементов) не превышало норм, установленных КД.
Испытания на термостойкость проводятся методом контрольного прогрева.
При испытаниях на термостойкость компенсаторы и устройства нагреваются до температуры (275±25)°С с выдержкой при этой температуре в течение 1 ч. Видимые отслоения, вспучивания или разрывы на внутренней и наружной поверхностях сильфонов и сварных швах не допускаются. Проверка жесткости компенсаторов и устройств при растяжении — сжатии (осевая жесткость) проводится в соответствии с ГОСТ 28697. Результаты контроля жесткости считают положительными, если фактическое значение жесткости соответствует положениям технических условий на данную продукцию.
Проверка массы выполняется путем взвешивания компенсатора или устройства на весах по ГОСТ 29329. Массу определяют, как среднюю величину нескольких взвешиваний. Масса не должна превышать предельных значений, указанных в ТУ, КД. 8.11 Испытания сигнальных проводников системы оперативного дистанционного контроля на отсутствие обрыва производится методом измерения их сопротивления с помощью омметра. Замер электрического сопротивления изоляции сигнальных проводников СОДК производится с помощью мегаомметра при напряжении не менее 500 В. 